# Błędy typograficzne
Błędy typograficzne – błędy z dziedziny typografii, czyli dziedziny zajmującej się układem graficznym tekstu. Można wyróżnić dwie główne kategorie błędów typograficznych:
- błędy składu tekstu,
- błędy edycyjne.

## Błędy składu tekstu

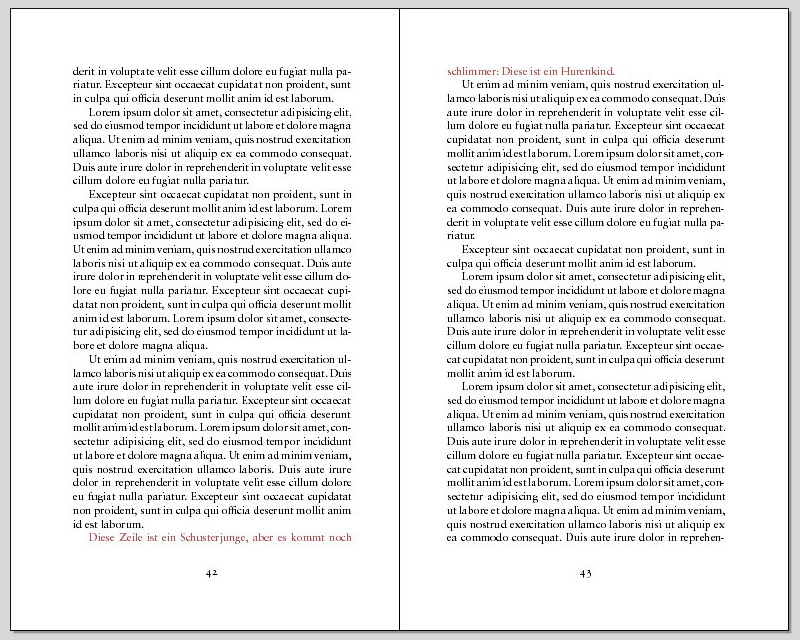
Szewc u dołu lewej i bękart u góry prawej strony książki

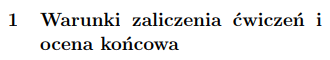
Sierotka „i” w nagłówku

Są to błędy popełnione podczas łamania tekstu. Najczęściej spotykane błędy tego typu to:
- szewc – pierwszy wiersz akapitu pozostawiony na końcu poprzedniego łamu,
- bękart – końcowy wiersz akapitu porzucony na początku następnego łamu,
- sierotka – błąd polegający na pozostawieniu „osamotnionego” krótkiego słowa, najczęściej jedno- lub dwuliterowego spójnika na końcu wersu,
- wdowa – pozostawienie na końcu akapitu bardzo krótkiego (najczęściej jedno- lub dwuwyrazowego) wiersza,
- korytarz – ustawienie spacji w sąsiadujących wierszach w pionowe lub ukośne korytarze[4].

Do błędów typograficznych tego typu zalicza się także powtórzenia tego samego wyrazu na końcu lub początku dwóch kolejnych wierszy, jak również powtórzenie na końcu kolejnych wierszy takiej samej końcówki wyrazu.

## Błędy edycyjne
Błędy edycyjne odnoszą się do poszczególnych znaków w tekście. Przykładem jest używanie znaków typograficznych w odniesieniu do nieodpowiadającym im znaków interpunkcyjnych, nieuzasadniona różnorodność czcionek czy wprowadzanie zbędnych znaków w tekście (np. podwójne spacje).
Najczęściej z nich spotyka się następujące błędy:
- umieszczanie w tekstach podwójnego znaku spacji (  ) zamiast pojedynczego ( );
- stosowanie zamienne łącznika ( - ) i myślnika[6], zapisywanego za pomocą półpauzy ( – ) lub pauzy (  –  ). Poprawnie należy wykorzystywać myślnik ( – ) między innymi:

- zamiennie z przecinkiem przy wtrąceniach (ale konsekwentnie ten sam znak na początku i końcu wtrącenia),
- w zapisie dialogów;

zaś łącznika/dywizu ( - ) należy używać m.in. do:
- dzielenia wyrazu podczas przenoszenia jego części do nowego wiersza,
- zapisu nazwisk i nazw dwuczłonowych,
- łączenia końcówek fleksyjnych lub przyrostków ze skrótowcami.

Zastosowanie tych znaków szczegółowo omówiono na stronach dywiz oraz pauza i półpauza.
- użycie prostych (amerykańskich) cudzysłowów ( ” „ ) zamiast poprawnych[9] w języku polskim:

- cudzysłowów apostrofowych ( „” ),
- w publikacjach naukowych: cudzysłowów definicyjnych ( ‘ ’ ) lub ( ‛ ’ ),
- cudzysłowów ostrokątnych niemieckich ( » « ), służących zwykle oznaczaniu cytatu wewnątrz innego cytatu;
- cudzysłowów ostrokątnych francuskich ( « » ), stosowanych zwykle do wyodrębniania znaczeń (np. w słownikach) oraz do wyodrębniania partii dialogowych i przytoczeń (w utworach poetyckich).

Szczegóły omówiono na stronie cudzysłów.
- zamienne stosowanie apostrofu ( ’ ), akutu ( ´ ), grawisu ( ' ), primu ( ′ )[10], cudzysłowu pojedynczego ( ‘ ) i uproszczonego cudzysłowu pojedynczego ( ' ), mimo że te znaki mają inne znaczenie i przeznaczenie[11]:

- apostrof ( ’ ) służy m.in. do oznaczenia, że litera występująca przed nim jest niewymawiana (np. w przypadku nazwiska Morse [mɔːs] ostatnia litera e nie jest wymawiana; w celu jego odmiany należy użyć apostrofu: alfabet Morse’a)
- akut ( ´ ) i grawis ( ' ) to odpowiednio silny i słaby akcent padający na poszczególne litery, a więc są stosowane jako fragmenty liter (np. á, é, ń, ó albo à, ì, k̀),
- prim ( ′ ) stosowany jest m.in. jako oznaczenie w matematyce, jako symbol minuty (także kątowej), w nazwach chemicznych związków organicznych i jako znak zmiękczenia, podczas transliteracji cyrylicy na łacinkę.

- używanie kropki ( . ) zamiast przecinka ( , ) jako separatora dziesiętnego liczb występujących w tekstach polskojęzycznych[13].

Lekkim typograficznym błędem edycyjnym jest też np. stosowanie trzech kropek ( ... ) w miejsce znaku wielokropka ( … ) oraz inne podobne uproszczenia.